# 名古屋市立日吉小学校
名古屋市立日吉小学校（なごやしりつ ひよししょうがっこう）は、名古屋市中村区城主町1丁目の公立小学校。

## 歴史

### 沿革
- 1946年（昭和21年）4月15日 - 名古屋市日吉国民学校の名称で、中村国民学校より独立する[1]。
- 1947年（昭和22年）4月1日 - 名古屋市立日吉小学校と改称する[1]。
- 1957年（昭和32年）度 - 児童数増加のため、分校が設置される[1]。
- 1959年（昭和34年）4月1日 - 分校が名古屋市立千成小学校として分離独立する[1]。
- 1985年（昭和60年）度 - 国際理解に資する資料を集めた第2図書館が設置される[1]。

## 通学区域
所管する名古屋市教育委員会は、2019年（令和元年）9月1日現在、中村区のうち、大宮町・京田町・熊野町・黄金通8丁目・権現通4丁目・下中村町字六十間・城主町・白子町・千成通1丁目～2丁目・太閤通5丁目・西米野町2丁目～4丁目・二ツ橋町・名西通の全域および黄金通1丁目～7丁目・下中村町1丁目～4丁目・太閤通6丁目・中村本町・西米野町1丁目・日ノ宮町1丁目～4丁目・名楽町1丁目の各一部を通学区域として指定している。
また、卒業後の進学先は名古屋市立豊国中学校となっている。

### WEB
1. ↑  名古屋市教育委員会事務局総務部教育環境計画室計画係 (2019年9月1日). “名古屋市立小・中学校の通学区域一覧（中村区）” (PDF).   名古屋市. 2020年8月8日閲覧。
2. ↑  名古屋市教育委員会事務局総務部教育環境計画室計画係 (2018年4月1日). “名古屋市立中学校区一覧（小→中）” (PDF).   名古屋市. 2020年8月8日閲覧。

### 書籍
1. 1 2 3 4 5 6  中村区制施行50周年記念事業実行委員会記念誌編集委員会 1987, p. 103.